# La Faloise
La Faloise település Franciaországban, Somme megyében. Lakosainak száma 215 fő (2022. január 1.). La Faloise Folleville, Paillart, Chaussoy-Epagny, Chirmont, Esclainvillers és Hallivillers községekkel határos.

## Népesség
A település népességének változása:
| Lakosok száma | 211  | 216  | 224  | 231  | 233  | 236  | 238  | 227  | 215  |
|               | 2013 | 2015 | 2016 | 2017 | 2018 | 2019 | 2020 | 2021 | 2022 |